# Stefan Stiegler
Stefan Stiegler (* 31. Juli 1954 in Limbach-Oberfrohna, Sachsen) ist ein deutscher baptistischer Theologe. Ab 1991 war er Dozent am baptistischen Theologischen Seminar, das bis 1997 seinen Standort in Hamburg-Horn hatte und anschließend nach Elstal in Brandenburg verzog. Von 2003 bis 2006 war Stiegler dessen Rektor. Heute arbeitet er in der Leitung des Hamburger evangelisch-freikirchlichen Albertinen-Diakoniewerkes.

## Leben
Nach dem Erlangen der Hochschulreife studierte Stefan Stiegler ab 1975 am evangelisch-freikirchlichen Theologischen Seminar in Buckow in der Märkischen Schweiz. Nach seinem Examen 1979 arbeitete er in der Baptistengemeinde Halle im Bereich Kirchenmusik und Theologie. Gleichzeitig begann er ein theologisches Zusatzstudium an der Martin-Luther-Universität Halle-Wittenberg, das er mit einem Diplom abschloss. 1984 übernahm Stiegler den pastoralen Dienst der Evangelisch-Freikirchlichen Gemeinde Greifswald und wurde dort 1985 zum Pastor des Bundes Evangelisch-Freikirchlicher Gemeinden ordiniert. Während seines Gemeindedienstes bereitete er sich auf die Promotion zum Dr. theol. an der Hallensisch-Wittenbergischen Martin-Luther-Universität, die 1987 erfolgte. Das Thema seiner Dissertation lautete: Die nachexilische JHWH-Gemeinde in Jerusalem – ein Beitrag zu einer alttestamentlichen Ekklesiologie.
Nach der Wiedervereinigung der beiden deutschen Staaten und dem der Wiedervereinigung folgenden Zusammenschluss beider deutscher Baptistenbünde wurde Stefan Stiegler vom evangelisch-freikirchlichen Theologischen Seminar in Hamburg-Horn 1995 zum Dozenten für Praktische Theologie und Hebräisch berufen. Nach dem Umzug des Theologischen Seminars nach Wustermark-Elstal im Jahr 1997 erhielt er eine Professur für das Alte Testament. Von 2001 bis 2003 war er Rektor des sogenannten Bildungszentrum Elstal, anschließend bis 2006 Rektor des Theologischen Seminars (Fachhochschule).
2006 wechselte er in das Albertinen-Diakoniewerk Hamburg-Schnelsen, in dem er leitend tätig ist.
Stefan Stiegler ist verheiratet und Vater vier erwachsener Kinder.

## Weitere Tätigkeiten
Stefan Stiegler war von 1999 bis 2003 Chairperson der Division for Theology and Education der Europäischen Baptistischen Föderation (EBF) und Mitglied des Executive Committees der EBF. Von 2001 bis 2003 wirkte er als Vorsitzender der Abteilung für Theologie und Erziehung der Europäisch-Baptistischen Föderation (EBF) und war gleichzeitig Mitglied des Exekutivkomitees des EBF. Von 2001 bis 2006 war er Moderator des Konsortiums der europäisch-baptistischen Ausbildungsstätten.

## Werke (Auswahl)
- Das Leben ist stärker als der Tod (Tonträger), Kassel 2007
- Kein anderes Evangelium! Festschrift für Adolf Pohl zum 80. Geburtstag (Hrsg.),  Berlin 2007, ISBN 978-3-86682-100-2
- Der Monotheismus als theologisches und politisches Problem (hrsg. gemeinsam mit Uwe Swarat), Leipzig 2006
- Die nachexilische JHWH-Gemeinde in Jerusalem – ein Beitrag zu einer alttestamentlichen Ekklesiologie, Berlin 1987 (Dissertation), ISBN 3-631-45899-1
- Die erzwungene Tradition des Seminars in Buckow; eingesehen am 3. Februar 2011